# Fufluns
Fufluns ist der etrurische Gott der Fruchtbarkeit und des Weins. Er wird mit dem griechischen Dionysos gleichgesetzt.

## Charakteristik
Ursprünglich scheint Fufluns ein etrurischer Gott des Wachstums und der Vegetation gewesen zu sein. Das deutet jedenfalls der Name an, der sich von der etrurischen Wurzel *pople oder *puple („knospen“, „sprießen“) ableitet. Diese Wurzel findet sich auch im lateinischen populus („Volk“).
Einer seiner Kultorte scheint die offenbar nach ihm benannte etruskische Stadt Populonia gewesen zu sein. In Münzprägungen erscheint der Ortsname als pupluna, pufluna oder fufluna, also etwa „Stadt Fufluns“.
Sofern der Mythos aus etruskischen Inschriften und Bildnissen erschlossen werden kann, stimmt er weitgehend mit den Erzählungen aus der griechischen Mythologie überein.
Fufluns wurde ab dem 5. und wahrscheinlich schon ab dem 7. Jahrhundert v. Chr. mit Dionysos/Bakchos identifiziert. Dementsprechend die ebenfalls überlieferte Benennung Fufluns Pacha, wobei „Pacha“ für „Bakchos“ steht.
In den Darstellungen (Keramik, Spiegelgravierungen) ist Fufluns der Sohn von Tinia (Zeus) und Semla (Semele). Auch er wird aus der Hüfte bzw. dem Schenkel Tinias entbunden. Auf einer etruskischen Spiegelgravierung findet sich eine Darstellung der Szene: außer Tinia-Zeus sind zwei Ammen, Mean und Thalna, sowie Apulu (Apollon) anwesend. Auch Darstellungen Fufluns mit seiner Gemahlin/Braut Areatha (entsprechend Ariadne) sind bekannt. Eine schwarzfigurige etruskische Hydria des 6. Jahrhunderts zeigt die sich in Delphine verwandelnden Piraten, die Fufluns-Dionysos gefangen genommen hatten.
Soweit finden sich keine erheblichen Abweichungen gegenüber dem griechischen Mythos. Auffällig an der Ikonographie Fufluns ist lediglich, dass er häufiger als auf den griechischen Darstellungen als nackter Knabe erscheint, und die relative Prominenz seiner Mutter Semla-Semele. Häufig werden sie zusammen dargestellt. Auf einer Spiegelgravierung sieht man zum Beispiel den nackten Fufluns seiner Mutter mit nach hinten geneigtem Kopf in einem Kuss hingegeben.
Der Kult des Fufluns wurde möglicherweise in Zusammenhang mit dem Bacchanalienskandal 186 v. Chr. vom römischen Staat unterdrückt. Livius deutet an, dass die „Infektion“ etrurische Wurzeln gehabt hätte. In späterer Zeit finden sich jedenfalls keine Belege für eine weitere Verehrung Fufluns. Vermutlich ist sein Kult mit dem des Bacchus bzw. Liber verschmolzen.

## Zitat
„An pris caruns flucuthukh“ Mr. Cardan machte dem Führer ein Zeichen. „Halten Sie die Lampe ein wenig mehr hierher“, sagte er auf italienisch und als das Licht genähert war, fuhr er fort, langsam die primitive Schrift an der Wand des Grabgewölbes zu entziffern, wobei er sich die geheimnisvollen Laute auf der Zunge zergehen ließ: „Flucuthukh nun tithuial khues khathc anulis mulu vizile ziz riin puiian acarsi flucuper pris an ti ar vus ta aius muntheri flucuthukh.“. Er richtete sich auf.„Reizende Sprache“, sagt er, „reizend. Seit ich gehört habe, daß die Etrusker den Gott des Weins Fufluns nannten, habe ich das größte Interesse an ihrer Sprache gewonnen. Fufluns – wie unvergleichlich treffender das ist als Bacchus oder Liber oder Dionysos! Fufluns, Fufluns!“, wiederholte er mit entzücktem Nachdruck. „Es könnte nicht besser sein. Sie hatten wahres linguistisches Genie, diese Kerle. Was für Dichter müssen sie hervorgebracht haben! Wenn Fufluns flucuthukh den ziz. Man kann sich die Oden zum Lobe des Weins vorstellen, die so begannen. Im Englischen, zum Beispiel, ließen sich keine acht so saftigen, süffigen Silben finden, wie?“ Aldous Huxley – Parallelen der Liebe (Those Barren Leaves). 1925